# 斜里地区消防組合
斜里地区消防組合（しゃりちくしょうぼうくみあい）は、北海道斜里郡斜里町、斜里郡小清水町、斜里郡清里町が組織する一部事務組合（消防組合）。

## 沿革
「構成町消防のあゆみ」参照
- 1973年（昭和48年）：斜里郡3町（斜里町・小清水町・清里町）により斜里地区消防組合発足。消防本部を斜里町に設置し、消防署・小清水分署・清里分署に改称。宇登呂分遣所増築。小清水分署増改築。清里分署新築。
- 1980年（昭和55年）：消防本部庁舎新築・消防署改築。
- 1982年（昭和57年）：宇登呂分遣所をウトロ分署に改称し、新築。
- 1993年（平成05年）：消防署事務所増築。
- 2001年（平成13年）：清里分署緑分遣所廃止。
- 2005年（平成17年）：清里分署札弦分遣所廃止。
- 2008年（平成20年）：小清水分署改築。

## 組織
「斜里地区消防組合機構図」参照
- 消防本部
  - 総務課
  - 予防課
  - 消防課
  - 消防署
    - 総務課
    - 予防課
    - 消防課
    - ウトロ分署
    - 小清水分署
    - 清里分署

## 消防車両
「消防用機械現況」参照
- 救急車：5
- 消防ポンプ車：1
- 水槽車：2
- はしご車：1
- 救助工作車：1
- 資機材運搬車：1
- 指令車：4
- 動員車：1
- 指揮広報車：1

## 消防署
| 消防署 | 住所                 | 分署                                                                                          |
| ------ | -------------------- | --------------------------------------------------------------------------------------------- |
| 消防署 | 斜里郡斜里町本町14-3 | ウトロ：斜里郡斜里町ウトロ香川2 小清水：斜里郡小清水町字小清水51-5 清里：斜里郡清里町羽衣町13 |